# Tatlıses Klasiği
 Tatlıses Klasiği  ist ein Best-of-Album des türkischen Arabeske-Sängers İbrahim Tatlıses. Es erschien am 9. Januar 2014 über das Label Erol Köse Production. Auf diesem Album befinden sich Klassiker aus  Tatlıses‘ Karriere in einer Remastered-Version, mit Ele Ne? befindet sich zudem ein neues Lied auf dem Tonträger.

## Cover
Auf dem Cover ist İbrahim Tatlıses auf der rechten Seite zu sehen, er blickt nach links und trägt einen Anzug. Auf der linken Seite wiederum steht der Albumtitel in goldenen Lettern, darunter ist ein halber Stern, ebenfalls in Gold, sichtbar. Das gesamte Cover ist in einem Sepia-Farbton gehalten.

## Titelliste
| #   | Titel                 | Länge |
| --- | --------------------- | ----- |
| 1.  | Ele Ne?               | 3:45  |
| 2.  | Beyaz Mendil          | 3:36  |
| 3.  | Benim İçin            | 5:06  |
| 4.  | Yalan                 | 4:20  |
| 5.  | Mutlu Ol Yeter        | 4:21  |
| 6.  | Yalnızım              | 6:11  |
| 7.  | Yorgun                | 5:36  |
| 8.  | Bir Kulunu Çok Sevdim | 4:29  |
| 9.  | Yıkılmışım Ben        | 3:02  |
| 10. | Rojin                 | 4:39  |